# 불가리아 여자 축구 국가대표팀
불가리아 여자 축구 국가대표팀은 불가리아를 대표하는 여자 축구 대표팀으로 불가리아 축구 협회에서 관리하며 1987년 11월 28일 스페인과의 국제 경기 데뷔전에서 0-0으로 비겼다. FIFA 여자 월드컵과 UEFA 유럽 여자 축구 선수권 대회 그리고 하계 올림픽 축구 본선에는 단 한번도 진출한 기록이 없지만 2008년 알베나컵과 2008년 여자 발칸컵에서 모두 우승컵을 들어올렸다.

## 성적

### FIFA 여자 월드컵
- 1991년: 예선 탈락
- 1995년: 예선 탈락
- 1999년: 예선 탈락
- 2003년: 불참
- 2007년: 불참
- 2011년: 예선 탈락

### 올림픽 축구
- 1996년 ~ 2016년: 예선 탈락

### UEFA 유럽 여자 축구 선수권 대회
- 1984년: 불참
- 1987년: 불참
- 1989년: 예선 탈락
- 1991년: 예선 탈락
- 1993년: 예선 탈락
- 1995년: 예선 탈락
- 1997년: 예선 탈락
- 2001년: 불참
- 2005년: 불참
- 2009년: 예선 탈락
- 2013년: 예선 탈락

## 같이 보기
- 불가리아 축구 국가대표팀